# All-4-One
All-4-One est un groupe américain de R&B fondé en 1993.
Il est surtout connu pour les succès de deux reprises de chansons de country de John Michael Montgomery  : I Swear (en) en 1994 et I Can Love You Like That (en) en 1995. All-4-One a remporté le Grammy Award de la meilleure prestation vocale pop d'un duo ou groupe en 1996 pour I Swear et a été nommé dans la même catégorie l'année suivante pour I Can Love You Like That.